# 5715 (année hébraïque)
5715 (hébreu : ה'תשט"ו , abbr. : תשט"ו) est une année hébraïque qui a commencé à la veille au soir du 28 septembre 1954 et s'est finie le 16 septembre 1955. Cette année a compté 354 jours. Ce fut une année simple dans le cycle métonique, avec un seul mois de Adar. Ce fut la troisième année depuis la dernière année de chemitta.
En l'an 5715, l'État d'Israël a fêté ses 7 ans d'indépendance.

## Calendrier
Ce calendrier hébraïque de l'année 5715 donne les correspondances avec les dates du calendrier grégorien.
Le premier nombre dans chaque case correspond au jour du mois hébraïque. Les jours en couleurs sont des jours remarquables juifs ou israéliens.
| ◄◄ | 5715 | ►► |

## Événements
- David Ben Gourion devient ministre de la défense en Israël. Il préconise une politique de force face à l’Égypte. Devant le réarmement de l’Égypte par l’URSS, il élabore avec Moshe Dayan, chef d’état-major, un plan d’invasion du Sinaï.
- Résolutions 106, 107 et 108 du Conseil de sécurité de l'ONU, sur la Palestine.

## Naissances
- Binyamin Elon
- Joel Coen
- Avraham Burg
- Avraham Grant
- Zohar Argov

## Décès
- Yehouda Ashlag
- Uri Ilan
- Theda Bara
- Albert Einstein

5710 - 5711 - 5712 - 5713 - 5714 - 5715 - 5716 - 5717 - 5718 - 5719 - 5720